# Atelornis
Atelornis is een geslacht van vogels uit de familie grondscharrelaars. Het geslacht telt 2 soorten, die beide alleen voorkomen op Madagaskar.

## Soorten
- Atelornis crossleyi – Crossleys grondscharrelaar
- Atelornis pittoides – Blauwkopgrondscharrelaar